# AA-12自動霰彈槍
AA-12自動霰彈槍（英語：Auto Assault-12），最初的設計又被稱為艾奇遜突擊霰彈槍（英語：Atchisson Assault Shotgun）是一款由美国槍械設計師麥克斯韋·艾奇遜於1972年研發的全自動戰鬥散彈槍。這款武器能夠以300發／分鐘的發射速率作全自動射擊，並且以8發可拆卸式彈匣或20、32發可拆卸式彈鼓供彈，發射12鉛徑霰彈。
自從其專利出售給位於田纳西州的憲兵系統公司（英語：Military Police Systems, Inc.，簡稱：MPS）以後，直到目前於2005年定型的版本已經發展了超過18年。而原來的設計後來亦被應用在幾個武器系統，包括韩国大宇集團生產的USAS-12戰鬥霰彈槍的基礎以上。

## 歷史

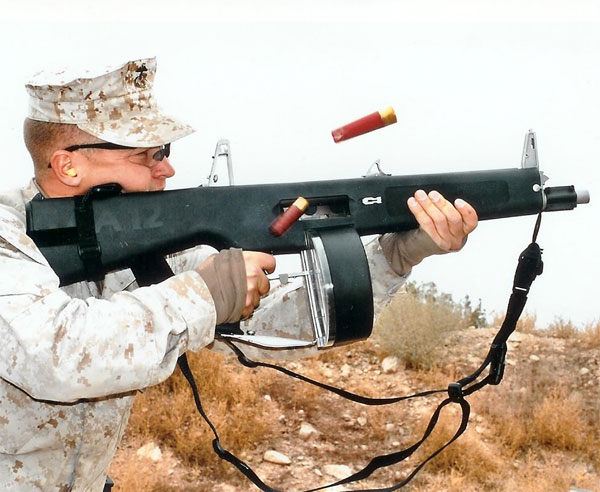
試射AA-12散彈槍的美軍士兵。

1972年，美国枪械设计师麥克斯韋·艾奇遜（英語：Maxwell Atchisson）研製了一把12鉛徑的全自动霰弹枪，但該槍一直無人賞識。迫於生計，他在1987年將AA-12的专利權及全部图纸都出售給傑里·巴伯（英語：Jerry Baber）位於田纳西州皮內法克（英語：Piney Flats）的憲兵系統公司（英語：Military Police Systems, Inc.，簡稱：MPS）。其後，MPS公司的設計師在工作之餘用上了超過18年時間重新設計及開發，期間原有的藍圖上有188個零件需要作出修改和改進。最終該槍在2004年秋季之前研製完成，於是MPS公司製作了10把可發射的原型槍，同時改稱其為“自動突擊12霰彈槍”。MPS也與行動製造公司（英語：Action Manufacturing Company）以及特種子彈公司（英語：Special Cartridge Company）聯手，試圖研製FRAG-12高爆彈藥，與該款自動霰彈槍結合成一個多功能武器系統。
憲兵系統公司版本的AA-12自動霰彈槍被減輕至4.76公斤（10.5磅）和縮短至966毫米（38英吋），使其比起早期版本更為緊湊，但仍然保留著相同長度的槍管。近身距離作戰（英語：Close Quarters Battle，簡稱：CQB）型號配備一根330毫米（13英吋）的槍管，比槍管長457毫米（18英吋）的普通型號減輕了0.5磅。與其他自動散彈槍不同，這款AA-12是以更常見於衝鋒枪、重型和班用等級機枪的開放式槍栓運作。它採用8發可拆卸式彈匣、20發可拆卸式彈鼓或是32發可拆卸式彈鼓供彈，而不是原來的5發可拆卸式彈匣。供彈具的固定方式類似於汤普森冲锋枪，它們的後面具有兩條定位槽，並與握把護圈前面的兩條定位槽相對應。彈匣釋放按鈕就在扳機護環的右側，只要食指壓下釋放按鈕就能取下供彈具。
由於大量使用了不鏽鋼材料來製造該槍的內部防止積灰間隙，憲兵系統公司曾宣稱這款武器是不需要清洗或潤滑。不過設計者卻曾指出，該槍在發射10,000發散彈以後才需要清洗。

## 彈藥
AA-12可以使用不同種類的3英吋12鉛徑霰彈麥格農彈藥，諸如鹿彈、重彈頭，以至非致命性橡膠擊昏警棍彈。與許多12鉛徑霰彈槍一樣，它也可以發射照明彈、信號彈，以及特殊的FRAG-12高爆彈藥系列。後者分別有19毫米尾翼穩定高爆弹（HE）、破甲弹（HEAT），和融合傳感器使其可以在半空引爆的“空爆”破片彈藥（HEAB）。

## 应用
2004年，憲兵系統公司生產了10把可供發射的AA-12的樣槍，並且交給美国海军陆战队進行試驗。
由莫爾工業公司（英語：More Industries）製造的HAMMER無人防禦系統在H2X-40砲塔上採用雙聯裝AA-12作為其搭載武器。
神經機器人學（英語：Neural Robotics）還將AA-12裝上他們無人駕駛遥控自動直升機（英語：AutoCopter）作為主要武器。
民用半自动版自2018年7月开始接受少量预定，价格从3,200—3,500美金不等。

## 使用者
- 印度
  - 特別保護組（英语：Special Protection Group）[9]

## 流行文化
AA-12自動霰彈槍同時出現在多個电影、电視劇、电子游戏和动畫裡，例如：

### 电影
- 2009年—：本作中唯一出現的霰彈槍，20發可拆卸式彈鼓供彈，裝上槍背帶（英语：Sling (firearms)），由公爵（Conrad Hauser / Duke，查尼·泰坦飾演）所使用，奇怪地被稱為小口徑機槍。
- 2010年—：20發可拆卸式彈鼓供彈，發射FRAG-12高爆彈藥，裝上SureFire M900戰術燈連前握把和槍背帶（英语：Sling (firearms)），迷彩塗裝，由美國陸軍特種部隊士兵羅伊斯（Royce，飾演）所使用。
- 2010年—：20發可拆卸式彈鼓供彈，槍管上加裝戰術燈，由凱撒（Hale Caesar，飾演）所使用。
- 2012年—：20發可拆卸式彈鼓供彈，槍管上加裝戰術燈，由凱撒（Hale Caesar，飾演）和戰壕（Trench，飾演）所使用。
- 2014年—：20發可拆卸式彈鼓供彈，由戰壕（Trench，飾演）所使用。

### 电視劇
- 2001年—：2009年1月11日第7季第1集（播出順序為第145集），“第7天：早上8時正至9時正”（英語：Day 7: 8:00 a.m. – 9:00 a.m.），20發可拆卸式彈鼓供彈，由一名蒙面槍手所使用。
- 2007年—《新時代武器》
- 2008年—《絕命毒師》：2013年8月18日第5季第10集（播出順序為56集）“隱藏”（英語：Buried）和2013年9月8日同季第13集（播出順序為59集）“To'hajiilee”，20發可拆卸式彈鼓供彈，由肯尼（Kenny，凱文·蘭金飾演）所使用。
- 2009年—《一級軍火》

### 電子遊戲
- 2007年—《穿越火线》：藏青色涂装，为CF点武器，使用20发弹鼓供弹。拥有挑战版本改型“AA-12 征服者”，采用红色涂装并增加附带战术灯的前握把（战术灯不可使用），装弹数扩容至23发。在挑战模式中可以进行充能，充能完毕后可以通过右键切换为9发的Frag-12高爆弹弹匣。
- 2007年—《战斗武器：重装（英语：Combat Arms）》
- 2009年—《殺戮空間》：隨遊戲登場武器，命名為「AA-12 CQB」，以20發可拆卸式彈鼓供彈，可由支援專家（Support specialist）職業所使用。
- 2009年—：2010年6月29日獨立资料片《武裝行動2：箭頭行動》的追加下载内容《武裝行動2：私人軍事公司》，命名為「AA-12 CQB」，可發射FRAG-12高爆彈藥，黑色塗裝。
- 2009年—《俠盜獵車手：夜生活之曲》：命名為「自動霰彈槍」，20發可拆卸式彈鼓供彈，只能半自動射擊；另外還有衍生型「爆破霰彈槍」，發射FRAG-12高爆彈藥。
- 2009年—及重製版：命名為「AA-12 CQB」，以8發彈匣（聯機模式時可使用改裝：延長彈匣增至16發）供彈，最高攜彈量為70發（戰役模式）和32發（聯機模式）。重製版中奇怪地改以閉鎖式槍栓（英语：Closed bolt）運作。戰役模式之中由141特遣隊、俄罗斯極端民族主義黨武裝力量和暗影連所使用，聯機模式時於等級18解鎖，並可以使用紅點鏡、心跳探測器（只限於單人模式）、消音器、前握把、全金屬披甲彈（英语：Full metal jacket bullet）、EOTech全息瞄準鏡、延長彈匣。
- 2011年—：命名為「AA-12 CQB」，以8發彈匣（聯機模式時可使用改裝：延長彈匣增至12發）供彈，最高攜彈量為70發（戰役模式）和48發（聯機模式）。戰役模式及特種作戰模式之中由美國陸軍三角洲特種部隊、「同心圓」恐怖組織和俄羅斯聯邦警衛局所使用；聯機模式時於等級26解鎖，並可以使用前握把、消音器、紅點鏡、EOTech全息瞄準鏡、延長彈匣、心跳探測器（為遊戲漏洞）；生存模式時於等級44解鎖，價格為$5,000。
- 2012年—：命名為「AA-12」，數碼迷彩槍身，能夠使用彈匣或彈鼓（奇怪地只有12發）供彈。單人模式時由馬科特遣隊所屬的美國海軍特種作戰開發組隊員“樹椿”所使用，多人模式時為爆破兵的可用武器。
- 2012年—：以20發可拆卸式彈鼓供彈，命名為「戰鬥霰彈槍」。
- 2012年—《战争前线》：命名为“AA-12”，卡其色迷彩枪身，以20發可拆卸式彈鼓供彈，为医疗兵专用武器，中国大陆服务器为K点购买，欧美与俄罗斯服务器为抽奖武器，可以改装枪口配件（通用消音器、霰弹枪消音器、霰弹枪制退器、霰弹枪刺刀）。
  - 此枪现实射速为300rpm，但是奇怪地游戏里射速却降为260rpm。
  - 此枪在欧美与俄罗斯服务器的威力为480，而在中国大陆服务器得到强化，为520，但由于射程低下且散布较大导致致死率较低，因此为广大玩家所诟病。
  - 也由于这个原因，使开发商Crytek乌克兰工作室被玩家们冠上了“俄粉美黑/德黑”的搞笑绰号（因为游戏里G36枪系与AR-15枪系大部分为新手和普通解锁武器且性能不出众，可改装配件较少，而其余的美系和德系枪械除XM8枪族以外性能都不出众（在中国大陆服务器里连XM8枪族亦惨遭毒手）。但与之相对的是，大部分俄制武器的性能却相当优秀）。
- 2013年—《縱橫諜海：黑名單》：追加下载内容武器，命名為“ACS-12”。
- 2013年—
- 2014年—《看門狗》：命名為“ATSG 12”，以8發彈匣供彈，最高攜彈量為96發，深綠色迷彩槍身，可由主角艾登·皮爾斯（Aiden Pearce，由諾姆·詹金斯配音）所使用。
- 2015年—《小兵步槍》：全自動射擊，以20發可拆卸式彈鼓供彈。
- 2016年—《殺戮空間2》：隨遊戲登場武器，命名為「AA-12 Auto Shotgun」，以20發可拆卸式彈鼓供彈，可由支援兵（Support）職業所使用。
- 2016年—《湯姆克蘭西：全境封鎖》：在1.3版本中加入作為奇特武器登場，名稱為萬眾矚目（Showstopper）。
- 2018年—《少女前線》：被歸類為「霰彈槍」，名稱為AA-12。
- 2018年—：命名为“ACS12”，以30发可拆卸式弹鼓供弹，由意大利GIS反恐干员Alibi以及Maestro所使用。奇怪地作為開放式槍栓武器卻可在膛室內多裝一發霰彈（即所謂的+1發），使用一般鹿彈，後期Y5S2改為獨頭彈。
- 2019年—：第六季新增武器，外觀與真槍稍有不同，拉機柄往左側拉動。命名為“JAK-12”，預設以8發彈匣供彈，可作定製改裝，包括改用20／32發彈鼓供彈或裝填Frag-12榴彈。

### 動畫
- 2014年—《寄生獸 生命的準則》：對抗寄生生物的東福山市政廳攻防戰中，由陸上自衛隊所使用，其中一枝被浦上（うらがみ，聲：吉野裕行）從戰死的自衛隊員所奪取，發射裝有16顆直径8毫米小铅球的霰彈。

## 資料來源
1. ↑  .   [2012-04-05]. （原始内容存档于2012-01-27）.
2. ↑   (PDF).   [2012-02-01]. （原始内容存档 (PDF)于2012-01-30）.
3. ↑  Moore, Jacob; Ruble, Drew. . BusinessTN. 2009-07  [2012-02-01]. （原始内容存档于2009-07-18）.
4. ↑  .   [2012-02-01]. （原始内容存档于2011-07-23）. "During a Blackwater shoot, 5000 rounds were fired through a single weapon without cleaning or a drop of Lube."
5. ↑  Crane, David. . 2005-06-15  [2012-02-01]. （原始内容存档于2012-01-18）.[自述来源]
6. ↑  Crane, David. . 2006-07-19  [2012-02-01]. （原始内容存档于2012-03-07）.[自述来源]
7. ↑  Blass, Evan. . 2006-03-01  [2011-09-02]. （原始内容存档于2012-11-02）.
8. ↑  . 2008-01-10  [2011-09-02]. （原始内容存档于2011年9月2日）.
9. ↑  .   [2022-08-31]. （原始内容存档于2022-08-31）.

## 外部連結
- （英文）—Modern Firearms—Atchisson assault shotgun / AA-12（页面存档备份，存于）
- （英文）—The Firearm Blog—
  - AA-12 Fully Automatic Shotgun（页面存档备份，存于）
  - POTD: EXCLUSIVE: The AA-12, SOCOM Model（页面存档备份，存于）
  - BREAKING: Is the Atchisson AA-12 Fully Automatic Shotgun Up for Sale!?（页面存档备份，存于）
- （英文）—Tactical-Life.com—Auto Assault 12-Gauge（页面存档备份，存于）
- （英文）—Military, Security and Civilian Guns and Equipment—MPS AA-12 (Sledgehammer)（页面存档备份，存于）
- （俄文）—Энциклопедия Вооружений－AA 12 Automatic Shotgun
- （简体中文）—槍炮世界 —
  - 艾奇逊AA-12自动霰弹枪（页面存档备份，存于）
  - MPS AA-12自动霰弹枪（页面存档备份，存于）
- （简体中文）—轻兵器—AA-12全自动霰弹枪武器系统全解(一)

### 视频
- 新時代武器（英语：Future Weapons）第2季第10集（播出順序為第16集）“室內近戰（英语：Future Weapons#Season 2 (2007)）的YouTube上的相關視頻